# Восстание в Пльзене (1953)
Восстание в Пльзене (чеш. Plzeňské povstání) — протестное выступление в чехословацком городе Пльзень 1 июня 1953 года. Было спровоцировано объявленной денежной реформой. Сопровождалось насильственными действиями с обеих сторон, подавлено вооружённой силой. Являлось крупнейшей массовой акцией против правящего режима Компартии Чехословакии. Открыло серию антикоммунистических выступлений в Восточной Европе 1950-х годов.

## Экономические трудности и социальная напряжённость. План денежной реформы
Первые пять лет правления чехословацкой компартии были отмечены не только политическими репрессиями, но и ухудшением социально-экономического положения. Сталинистский режим Клемента Готвальда делал упор на развитие тяжёлой индустрии, прежде всего военного назначения, в ущерб лёгкой промышленности (этот курс, типичный для государств «реального социализма», отражал общую установку на военно-политическую конфронтацию с Западом). Валовые показатели росли при падении реальных доходов и покупательной способности населения. Коллективизация села дестабилизировала продовольственное снабжение. Любые оппозиционные выступления, от мирной полемики до вооружённой борьбы, жёстко подавлялись властями.
Смерть Сталина и смерть Готвальда в марте 1953 породила надежды на смягчение режима и смену экономической политики. Однако власти запланировали денежную реформу фактически конфискационного характера. Порядок обмена дензнаков намеренно усложнялся: до определённого предела обмен производился в соотношении 5:1, свыше — 50:1. Окончательно изымались банковские сбережения. При этом ужесточались правила нормирования продуктов, рыночные же цены значительно повышались. Параллельно увеличивались производственные нормы выработки. Западная пресса характеризовала чехословацкий финансовый проект как «большой грабёж». Этот план имел не только финансовую (решение бюджетных проблем за счёт населения), но и политико-идеологическую мотивацию — завершение процесса советизации чехословацкой экономики.
Результатом такой финансовой политики стало ускорение роста цен, особенно на продовольствие. Наибольшие потери понесли от этого рабочие, ранее в целом лояльные режиму. Ещё 28 мая ЦК КПЧ и правительство начали подготовку к предупреждению массовых волнений. Были приведены в боеготовность формирования «Народной милиции».
Вечером 30 мая о реформе было заявлено по общегосударственному радио. Через день начались протесты на заводе Škoda (переименованном в завод имени Ленина) в городе Пльзень.

## Социальный протест и антикоммунистическая атака. Силовое подавление
С утра 1 июня 1953 тысячи рабочих Пльзеня вышли на площадь Республики. К рабочим присоединились студенты, постепенно количество манифестантов возросло до 20 тысяч. Началось скандирование антиправительственных и антикоммунистических лозунгов, зазвучали требования свободных выборов. Представители, направленные на переговоры с городской администрацией, были арестованы.
Арест вызвал возмущение и спровоцировал атаку на ратушу. Демонстранты ворвались в здание, уничтожали портреты Сталина и Готвальда, заменяя их изображениями Эдуарда Бенеша. Другие группы захватили радиостанцию, суд и освободили около ста политзаключённых из городской тюрьмы. Погромов и грабежей не отмечалось, но избиения протестующими партийных функционеров и агентов госбезопасности имели место. Произошли столкновения с полицией и боевиками милиции КПЧ.
В Пльзень были экстренно стянуты усиленные подразделения «Народной милиции», Корпуса безопасности, пограничной охраны и регулярной армии при 80 танках. Был открыт огонь, сотни человек получили ранения. К вечеру контроль властей над Пльзенем был восстановлен. Состоялась демонстрация активистов КПЧ, которые — в отместку за Сталина и Готвальда — демонтировали памятник Томашу Масарику.
Человеческих жертв, как полагает большинство исследователей, не было (хотя упорно держатся слухи о нескольких убитых), но ранения получили около 250 человек, из них до 200 — участники протестов, остальные — силовики режима.

## Последствия и значение
Вести о событиях в Пльзене быстро облетели страну. Аналогичные выступления в следующие дни произошли на крупных промышленных предприятиях в ряде других городов. Однако пльзеньских масштабов они нигде не приняли и были быстро подавлены. Карательные органы произвели в Пльзене более 650 арестов (более 170 человек были арестованы в других городах). 331 человек был осуждён в Пльзене на политических процессах. Около двухсот семей были выселены из города. Прошла волна арестов «неблагонадёжных», особенно социал-демократов. Чистке подверглись и ряды компартии, поскольку немало коммунистов участвовали в протестах.
Президент Чехословакии Антонин Запотоцкий выступил с речью, в которой заявил, что партия не позволит «создавать культ рабочего, которому всё позволено». Впоследствии восставших рабочих объявили «буржуазными элементами, переодевшимися в комбинезоны».
В то же время руководство КПЧ, напуганное размахом протестов, в определённой степени скорректировало социально-экономическую политику. Уже 8 июня было сообщено о ряде уступок в проведении денежной реформы, снижены цены на некоторые товары повседневного спроса. Были перераспределены объёмы инвестиций, увеличены вложения в потребительский сектор, заявлено о допустимости выхода крестьян из принудительно коллективизированных хозяйств. Одновременно укреплялись административные и карательные структуры, резко выросла численность «Народной милиции», усилились репрессии против подпольных организаций.
Сочетание этих мер в значительной степени оправдало себя. На фоне Берлинского восстания, Венгерской революции, волнений в Польше ситуация в Чехословакии оставалась в целом стабильной на протяжении 15 лет. Считается, однако, что именно протесты в Чехословакии открыли череду антикоммунистических восстаний Восточной Европы 1950-х годов (более ранние события в болгарском Пловдиве оставались малоизвестными).

Самое главное: оказалось, что чешский народ после 14 лет диктатуры (сначала нацистская оккупация, потом коммунистический режим) не стал апатичной массой, сохранил силу сопротивления. Восстание Пльзеня было началом долгого пути к свободе Восточной Европы. Рабочие Пльзеня были первыми, кто шагнул вперёд.

Иван Пфафф, историк

В дальнейшем противоборство общества с государством ЧССР — диссидентское движение, Пражская весна, Бархатная революция — не принимали форм насильственного протеста.